# Niviventer niviventer
Niviventer niviventer és una espècie de mamífer rosegador de la família dels múrids. Viu a altituds d'entre 0 i 3.600 msnm a Bhutan, l'Índia, Myanmar i el Nepal. Es tracta d'un animal nocturn. El seu hàbitat natural són els boscos de diferents tipus. Està amenaçada per la destrucció del seu medi pels incendis forestals, l'expansió dels camps de conreu i altres formes d'activitat humana. El seu nom específic, niviventer, significa ‘ventre nevós’ en llatí.